# Maximiliano Hernández Martínez

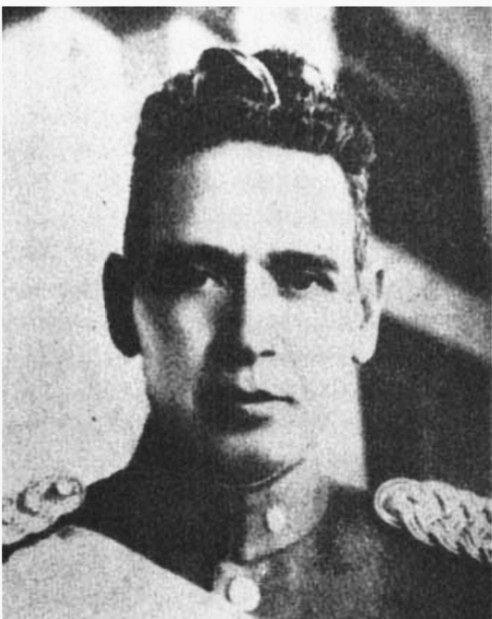
Maximiliano Hernández Martínez

Maximiliano Hernández Martínez, född 29 oktober 1882 i San Matías, El Salvador, död 11 april 1966 i Jamastrán, Honduras, blev president i El Salvador, i samband med militärkuppen mot Arturo Araujos regering 1931, följd av en svår förföljelse mot vänstern, där över 30.000 människor mördades i flera veckor lång massaker, bland dem kommunistpartiets ledare Agustín Farabundo Martí och fackföreningsledaren José Feliciano Ama. Han satt kvar vid makten fram till 1944, då han avgick efter en nationell strejk, och flydde till Honduras, där han bodde tills han mördades 1966.